# IPTalk (通信)
IPTalkはIP上でAppleTalkのパケットをカプセル化するプロトコルである。すなわちAppleTalk over IPである。

## 概要
UNIX機は一般にRS-422ポートを有していない為、LocalTalk (AppleTalk over RS-422)を利用出来ない。また、イーサネットポートを有していても利用出来るのはTCP/IPのみでEtherTalk (AppleTalk over Ethernet)が利用出来ない場合がある。
このような場合、AppleTalkパケットをIP(具体的にはUDP)の上に載せることでAppleTalkを利用出来るようになる。この手法をIPTalkと呼ぶ。
実際の利用には、IPTalkと通常のAppleTalkの両方をサポートする専用ゲートウェイで物理的に接続する必要がある。
```

                 MacIP <--------------------> IP
          (IP over AppleTalk)

+---------+                 +-------+                     +-------------------+
|Macintosh|------RS422------|Gateway|-----Ethernet,etc----|Internet, UNIX etc.|
+---------+                 +-------+                     +-------------------+

                LocalTalk <----------------> IPTalk
               (AppleTalk)            (AppleTalk over IP)

                LocalTalk <---------------> EtherTalk
               (AppleTalk)                 (AppleTalk)

```

オープンソースのソフトウェアであるCAP (Columbia AppleTalk Package)はIPTalkを使うことが可能であり、UNIX機をMaintoshのファイルサーバやプリントサーバにする事が出来た。
ゲートウェイはIPTalkのパケットからAppleTalkパケットを取り出し、Macintoshへ流す。逆に、Macintosh側から届いたAppleTalkパケットをIPで包む。
また、遠隔地のネットワークとTCP/IPで接続している場合、IPTalkを用いればAppleTalkをトンネリングすることが出来る。
AppleTalkではRTMP、NBP、AECHO、ZIPにそれぞれAppleTalkポート1、2、4、6を割り当てるが、IPTalkではUDPポート201、202、204、206を割り当てる。
なお、IPTalkと逆の概念にMacIPがある。これはAppleTalk上でIPパケットをカプセル化するものである。
IPTalk、MacIP、EtherTalk等を必要に応じて利用することで、2つのネットワークを相互に利用出来るようになる。
IPTalkはKinetics社により実装されたため、KIP (Kinetics Internet Protocol)と呼ぶ事がある。この仕様はIETF (Internet Engineering Task Force)の"IP over AppleTalk"ワーキンググループによってドラフトとなったが、破棄されたためRFCにはならなかった。

## 現在
Macintoshがイーサネットを搭載するようになると、この上でAppleTalkを直接扱えるようになった。これをEtherTalkと呼び、UNIX側もEtherTalkに対応していればゲートウェイなしで直結出来る。ファイル共有はIP上で直接使えるAFP over TCPに移行している。
プリンタ共有のPAPはIP上に移植されなかったが、現在のmacOSはSMB(CIFS)、lpr、IPP等のIP上のプリンタ共有プロトコルに対応している。
Mac OS X v10.6ではAppleTalkは完全に廃止された。
こうしたことからAppleTalk自体が衰退しているため、IPTalkが使われることはまずない。